# Mälekon
Mälekon är ekonomernas linjeförening på Mälardalens universitet i Västerås och grundades 1993. Mälekon anordnar årligen en arbetsmarknadsdag, MED - Mälekons ekonomdag. År 2011 blev Mälekon utsedd till årets förening av Sveriges Ekonomföreningars Riksorganisation (S.E.R.O).
Föreningens mål är att öka sammanhållningen mellan ekonomstudenterna på skolan, att underlätta studenternas situation under studietiden både vad gäller utbildning och det sociala livet i och utanför skolan. Föreningen vill dessutom verka för att stärka de utexaminerade ekonomernas attraktionskraft både på arbetsmarknaden och i samhället i övrigt.